# 紡績
紡績 （？年—？年），姓不详，東吳羅陽王王表婢女。

## 生平
王表周旋於民間，飲食方式與一般人相同，但見不到他的形體。紡績伴隨於側。許多事情多由紡績出面。
太元元年（公元251年）五月，孫權派中書郎李崇，帶著輔國將軍羅陽王的印信去迎接王表。想讓他到朝中做官。王表聽說孫權派人來了，就隨李崇一道出來，與李崇及所在的郡守縣令高談闊論，卻沒有人能辯得過王表。經過山川時，王表仍派紡績與所託附的神打交道。

## 電玩遊戲
- 三國志拼圖大戰 (植田佳奈配音)

- 三國志大戰4 (堀江由衣配音)